# Diego Lamelas
Pas d'image ? Cliquez ici

a Compétitions nationales et continentales officielles uniquement.

b Matchs officiels uniquement.
Dernière mise à jour le 16 février 2024.
Diego Lamelas, né le 14 novembre 1972 à Montevideo, est un joueur de rugby à XV évoluant au poste de talonneur. 

## Palmarès

### En équipe nationale
- 52 sélections avec l'équipe d'Uruguay entre 1992 et 2006
- 6 essais, 30 points
- Coupe du monde 1999 : 3 sélections
- Coupe du monde 2003 : 4 sélections (équipe d'Afrique du Sud, équipe des Samoa, équipe de Géorgie, équipe d'Angleterre)